# 安-勒妮·德比安
安-勒妮·德比安（法語：Ann-Renée Desbiens，1994年4月10日—），加拿大女子冰球运动员。她曾代表加拿大国家队参加2018年和2022年冬季奥林匹克运动会冰球比赛，获得一枚金牌和一枚银牌。